# Чемпионат Европы по футболу 2008
Чемпионат Европы по футболу 2008 года, обычно называемый «Евро-2008», — 13-й по счёту футбольный турнир для европейских стран, проходящий раз в четыре года под эгидой УЕФА. Турнир проводился совместно Австрией и Швейцарией, начался 7 июня 2008 года и завершился 29 июня 2008 года. Это был второй чемпионат Европы, хозяевами которого являлись две страны. Первым стал турнир 2000 года, проведённый в Бельгии и Нидерландах.
В турнире участвовали 16 команд. Австрия и Швейцария автоматически квалифицировались как страны-организаторы. Остальные 14 команд были определены по итогам квалификационного турнира, который начался в августе 2006 года. Испания, как победитель Евро-2008, получила право принять участие в Кубке конфедераций 2009 года в ЮАР.

## Выбор хозяев чемпионата

Эмблема заявки Австрии и Швейцарии на проведение Евро-2008

Заявки на проведение турнира подали следующие страны:
- Греция и  Турция (совместная заявка)
- Шотландия и  Ирландия (совместная заявка)
- Хорватия и  Босния и Герцеговина (совместная заявка)
- Австрия и  Швейцария (совместная заявка)
- Дания,  Швеция,  Финляндия и  Норвегия (совместная заявка)
- Венгрия (одиночная заявка)
- Россия (одиночная заявка)

5 декабря 2000 года в Вене состоялась встреча представителей футбольных федераций Австрии и Швейцарии, на которой они обсудили вопрос подачи совместной заявки на проведение чемпионата Европы 2008 года. Прежде Австрия и Венгрия вместе подавали заявку на проведение чемпионата Европы 2004 года, но по итогам голосования турнир отдали Португалии.
18 ноября 2001 года в Стамбуле была подписана совместная заявка на проведение чемпионата Европы: её подали за двое суток до окончания дедлайна. О проведении чемпионата обе страны заговорили в 1999 году на фоне трагических последствий Измитского землетрясения, надеясь преодолеть совместной работой разногласия в дипломатических отношениях.
В октябре 2002 года комиссия УЕФА совершила трёхдневную поездку по Турции, высоко оценив инфраструктуру страны, и затем отправилась в Грецию.
Окончательное решение выносилось в декабре 2003 года на исполкоме УЕФА. В финальное голосование не прошли совместная заявка Шотландии и Ирландии, заявка России и совместная заявка Хорватии и Венгрии.

## Города и стадионы
Соревнования прошли на восьми стадионах в обеих принимающих странах: четыре в Австрии и четыре в Швейцарии. Каждая арена была рассчитана как минимум на 30 тысяч зрителей. Крупнейшим стадионом чемпионата был «Эрнст Хаппель» в Вене вместимостью 53 295 мест, на котором прошёл финальный матч чемпионата. Сборная Швейцарии сыграла все свои матчи на стадионе «Санкт-Якоб Парк» в Базеле. На этой же арене проходила церемония открытия турнира и первый матч. Сборная Австрии провела все свои матчи на стадионе «Эрнст Хаппель».
В 2004 году у организаторов возникли проблемы с проведением будущих соревнований в Цюрихе. Изначально для этих целей планировалось реконструировать стадион «Хардтурм». Однако из-за протестов местных жителей реконструкция задержалась и уже не могла быть закончена в срок. Это вызвало беспокойство у УЕФА, поскольку планировалось использовать по четыре стадиона в каждой из стран-хозяек турнира. Проблема решилась, когда организаторы предложили реконструировать другую арену — «Летцигрунд». В январе 2005 года УЕФА утвердил пересмотренный план. Стадион «Летцигрунд» принял первый футбольный матч 23 сентября 2007 года.
| Австрия                                                               | Австрия                                              | Австрия                                              | Австрия                                           |
| Вена                                                                  | Клагенфурт-ам-Вёртерзе                               | Зальцбург                                            | Инсбрук                                           |
| --------------------------------------------------------------------- | ---------------------------------------------------- | ---------------------------------------------------- | ------------------------------------------------- |
| Эрнст Хаппель Вместимость: 53 295 Домашняя арена сборной Австрии      | Вёртерзе Вместимость: 31 957 Клуб: «Аустрия Кернтен» | Вальс-Зиценхайм Вместимость: 31 895 Клуб: «Ред Булл» | Тиволи Ной Вместимость: 31 600 Клуб: «Ваккер»     |
|                                                                       |                                                      |                                                      |                                                   |
| 3 матча группы B 2 четвертьфинала полуфинал и финал                   | 3 матча группы B                                     | 3 матча группы D                                     | 3 матча группы D                                  |
| Вена Клагенфурт-ам-Вёртерзе Инсбрук Зальцбург                         | Вена Клагенфурт-ам-Вёртерзе Инсбрук Зальцбург        | Базель Берн Женева Цюрих                             | Базель Берн Женева Цюрих                          |
| 3 матча группы A (включая матч открытия) 2 четвертьфинала и полуфинал | 3 матча группы C                                     | 3 матча группы A                                     | 3 матча группы C                                  |
|                                                                       |                                                      |                                                      |                                                   |
| Санкт-Якоб Парк Вместимость: 39 730 Клуб: «Базель»                    | Летцигрунд Вместимость: 31 500 Клуб: «Цюрих»         | Стад де Женев Вместимость: 31 228 Клуб: «Серветт»    | Стад де Сюис Вместимость: 31 120 Клуб: «Янг Бойз» |
| Базель                                                                | Цюрих                                                | Женева                                               | Берн                                              |
| Швейцария                                                             |                                                      |                                                      |                                                   |

## Символы и атрибуты
Логотип чемпионата был разработан дизайнерской фирмой English & Pockett. На нём символично отражен горный ландшафт, присущий обеим принимавшим чемпионат странам и использованы цвета их флагов.
Официальная мелодия была получена Ролло Армстронгом из Faithless специально для УЕФА. Официальным гимном Евро-2008 стала песня «Can You Hear Me», которую исполнил испанский певец Энрике Иглесиас во время церемонии закрытия перед финалом на стадионе «Эрнст Хаппель» в Вене 29 июня.

### Талисманы
27 сентября 2006 года в музейном комплексе Музейный квартал в Вене были представлены талисманы Евро-2008. Ими стали два близнеца Трикс и Фликс, созданные компанией Warner Bros. Consumer Products. Они одеты в соответствии с цветами национальных флагов Австрии и Швейцарии: Трикс — в белой футболке с номером 20, а Фликс — в красной с номером 08. Имена близнецов были выбраны в ходе голосования, проведенного среди 67 406 футбольных фанатов Австрии и Швейцарии (Трикс и Фликс получили 63,3 % голосов, Флитс и Битс — 33,7 %, Заги и Зиги — 3,0 %). Варианты имён выбирались короткие, простые и легко произносимые на разных языках.

### Кубок
Перед началом турнира была представлена новая версия Кубка Анри Делоне, разработанная компанией Asprey London. Он в основном идентичен оригинальному, созданному Артю Бертраном в 1960 году. Кубок стал немного больше: на 18 сантиметров выше и на два килограмма тяжелей. Серебряное основание было увеличено для устойчивости. Название стран-победителей, которые прежде наносились на постамент, теперь находятся на задней стороне трофея. Кубок сделан из чистого серебра, весит 8 кг, его высота равна 60 см.

### Мяч
Специально для турнира фирмой Adidas был создан мяч, получивший название «Europass». Презентация спортивного снаряда прошла 2 декабря 2007 года в Люцерне во время жеребьёвки финального этапа Евро 2008. Отличительной особенностью мяча стало отсутствие в его составе естественных материалов. Благодаря этому свойства снаряда не меняются при изменении погодных условий (в дождь он не впитывает влагу и не становится тяжелее). Другие особенности — это большая сила удара, большая скорость кручения мяча, непредсказуемость полёта. Кроме того, 30 апреля 2008 года в Вене президент УЕФА Мишель Платини представил особую модификацию мяча — «Europass Gloria», разработанную специально для финального матча чемпионата.

### Девиз
За 500 дней до проведения турнира, 24 января 2007 года, был объявлен девиз Евро 2008: «Дай волю эмоциям» (англ. Expect Emotions).
Президент УЕФА Мишель Платини заявил, что эта фраза «описывает суть чемпионата Европы-2008 и то, что он может дать. А именно — эмоции на любой вкус: радость, огорчение, облегчение и нервное напряжение вплоть до финального свистка».

## Призовые деньги
УЕФА объявлено об общей сумме в € 184 000 000 призовых, которые распределятся между шестнадцатью командами финальной стадии следующим образом:
- По € 7 500 000 за участие в финальной стадии.
- В каждом матче групповой стадии победитель получает € 1 000 000, в случае ничьей обе команды получают по € 500 000.
- За выход в четвертьфинал команды получат по € 2 000 000.
- Полуфиналисты получат по € 3 000 000.
- Серебряный призёр получит € 4 500 000.
- Победитель получит € 7 500 000.

### Распределение призовых
- Максимально возможная сумма призовых составила € 23 000 000. Именно такую сумму получила сборная Испании, одержавшая победы во всех своих матчах финальной стадии.
- Сумма призовых сборной Германии составила € 19 000 000.
- Полуфиналисты, сборные Турции и России, получили призовые в размере по € 14 500 000.
- Наименьшая сумма призовых у сборной Греции — € 7 500 000. Действующие на тот момент чемпионы Европы проиграли все три игры группового этапа.

## Отборочные игры
Жеребьёвка отборочного цикла проходила в Монтрё, Швейцария 27 января 2006 года в 12:00 по местному времени.
Отборочный тур начался в августе 2006 года, через месяц после завершения чемпионата мира 2006 года. Австрия и Швейцария получили право принять участие в финальной стадии как страны-хозяйки. Квалификационный формат несколько изменился по сравнению с предыдущими турнирами: победители и вторые команды из каждой группы напрямую попали в финальную часть чемпионата — стыковых матчей не было. Шесть из семи групп состояли из 7 команд, ещё одна — из 8 команд.

### Отборочные группы
| Группа A                                                                                 | Группа B                                                                         | Группа C                                                                         | Группа D                                                                        |
| ---------------------------------------------------------------------------------------- | -------------------------------------------------------------------------------- | -------------------------------------------------------------------------------- | ------------------------------------------------------------------------------- |
| - Польша - Португалия - Сербия - Финляндия - Бельгия - Казахстан - Армения - Азербайджан | - Италия - Франция - Шотландия - Украина - Литва - Грузия - Фарерские острова    | - Греция - Турция - Норвегия - Босния и Герцеговина - Венгрия - Молдова - Мальта | - Чехия - Германия - Ирландия - Словакия - Уэльс - Республика Кипр - Сан-Марино |
| Группа E                                                                                 | Группа F                                                                         | Группа G                                                                         |                                                                                 |
| - Хорватия - Россия - Англия - Израиль - Македония - Эстония - Андорра                   | - Испания - Швеция - Дания - Северная Ирландия - Латвия - Исландия - Лихтенштейн | - Румыния - Нидерланды - Болгария - Беларусь - Словения - Албания - Люксембург   |                                                                                 |

## Финальный турнир

### Жеребьёвка
Согласно регламенту, две страны-хозяйки турнира и чемпионы Европы 2004 года, сборная Греции, получили места в первой корзине автоматически. К ним присоединилась сборная Нидерландов, имеющая наивысший рейтинг по итогам отборочных турниров к ЧМ-2006 и к Евро-2008.
По остальным корзинам команды были распределены в зависимости от коэффициента. В случае равенства коэффициента в расчёт брались результаты отборочного цикла к Евро-2008: средняя разница мячей, среднее количество забитых мячей, среднее количество забитых мячей на выезде, а в случае равенства всех показателей — жребий.
| Корзина 1  | Корзина 1 |
| Команда    | Коэфф.    |
| ---------- | --------- |
| Швейцария  | 2,011     |
| Австрия    | 1,989     |
| Греция     | 2,167     |
| Нидерланды | 2,417     |

| Корзина 2 | Корзина 2 |
| Команда   | Коэфф.    |
| --------- | --------- |
| Хорватия  | 2,409     |
| Италия    | 2,364     |
| Чехия     | 2,333     |
| Швеция    | 2,273     |

| Корзина 3  | Корзина 3 |
| Команда    | Коэфф.    |
| ---------- | --------- |
| Румыния    | 2,250     |
| Германия   | 2,250     |
| Португалия | 2,192     |
| Испания    | 2,182     |

| Корзина 4 | Корзина 4 |
| Команда   | Коэфф.    |
| --------- | --------- |
| Польша    | 2,167     |
| Франция   | 2,091     |
| Турция    | 1,958     |
| Россия    | 1,958     |

### Участники

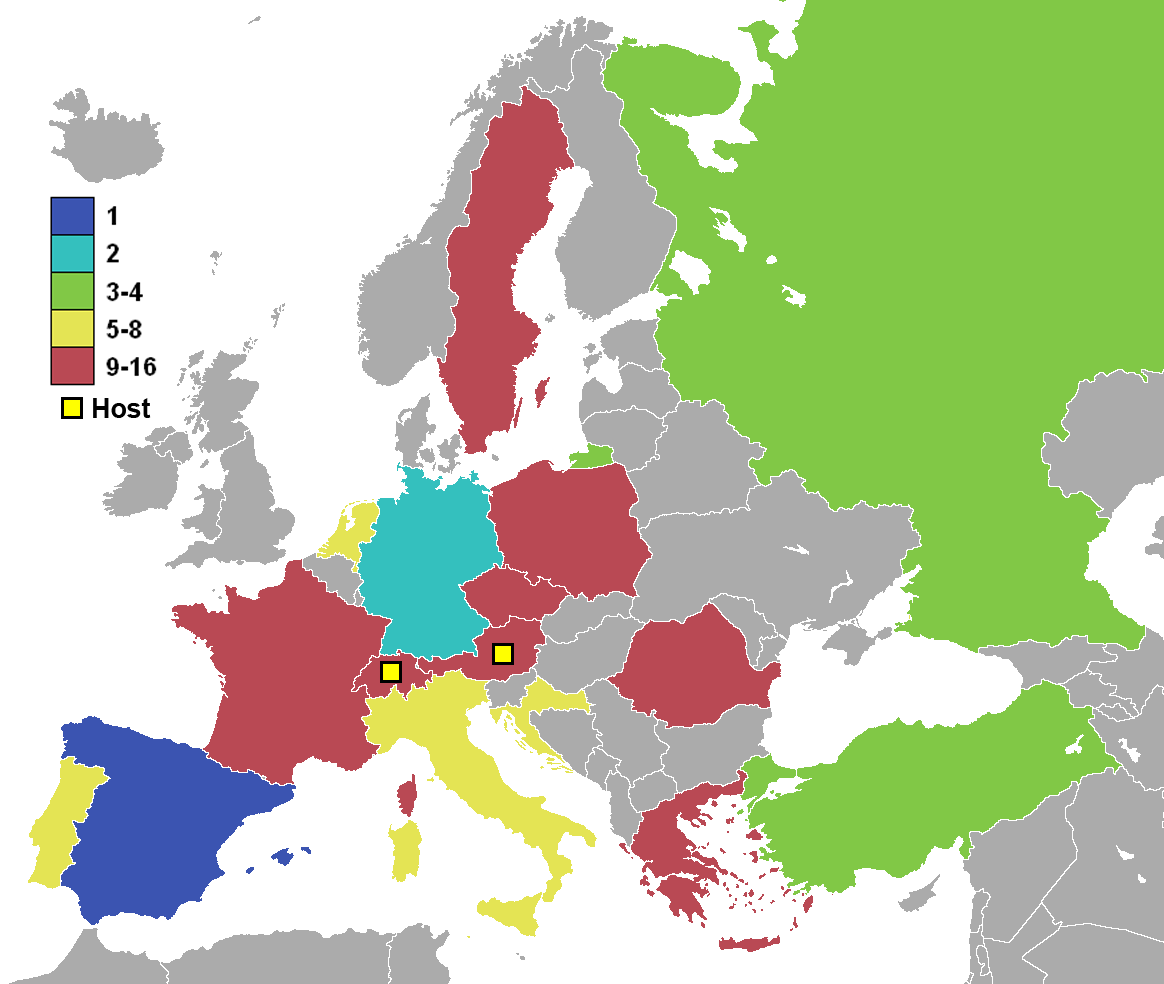

Чемпионства сборной обозначены жирным
| Команда    | Квалифицирована как | Дата квалификации | Предыдущие участия в чемпионате                               |
| ---------- | ------------------- | ----------------- | ------------------------------------------------------------- |
| Австрия    | Хозяйка чемпионата  | 12 декабря 2002   | 0 (участвовала впервые)                                       |
| Германия   | 2 место в группе D  | 13 октября 2007   | 9 (19721, 19761, 19801, 19841, 19881, 1992, 1996, 2000, 2004) |
| Греция     | 1 место в группе C  | 17 октября 2007   | 2 (1980, 2004)                                                |
| Испания    | 1 место в группе F  | 17 ноября 2007    | 7 (1964, 1980, 1984, 1988, 1996, 2000, 2004)                  |
| Италия     | 1 место в группе B  | 17 ноября 2007    | 6 (1968, 1980, 1988, 1996, 2000, 2004)                        |
| Нидерланды | 2 место в группе G  | 17 ноября 2007    | 7 (1976, 1980, 1988, 1992, 1996, 2000, 2004)                  |
| Польша     | 1 место в группе A  | 17 ноября 2007    | 0 (участвовала впервые)                                       |
| Португалия | 2 место в группе A  | 21 ноября 2007    | 4 (1984, 1996, 2000, 2004)                                    |
| Россия     | 2 место в группе E  | 21 ноября 2007    | 8 (19602, 19642, 19682, 19722, 19882, 19923, 1996, 2004)      |
| Румыния    | 1 место в группе G  | 17 октября 2007   | 3 (1984, 1996, 2000)                                          |
| Турция     | 2 место в группе C  | 21 ноября 2007    | 2 (1996, 2000)                                                |
| Франция    | 2 место в группе B  | 17 ноября 2007    | 6 (1960, 1984, 1992, 1996, 2000, 2004)                        |
| Хорватия   | 1 место в группе E  | 17 ноября 2007    | 2 (1996, 2004)                                                |
| Чехия      | 1 место в группе D  | 17 октября 2007   | 6 (19604, 19764, 19804, 1996, 2000, 2004)                     |
| Швейцария  | Хозяйка чемпионата  | 12 декабря 2002   | 2 (1996, 2004)                                                |
| Швеция     | 2 место в группе F  | 21 ноября 2007    | 3 (1992, 2000, 2004)                                          |

### Составы команд
Согласно регламенту, составы команд-участниц чемпионата должны были быть объявлены за десять дней до первого матча турнира, то есть до 28 мая 2008 года. Всего в заявку может быть внесено 23 футболиста (включая 3 вратарей). До первого сыгранного матча команды имеют право заменить травмированных футболистов.

### Экипировка команд
| Бренд  | # | Сборные                                          |
| ------ | - | ------------------------------------------------ |
| Adidas | 5 | Германия, Греция, Испания, Румыния, Франция      |
| Nike   | 5 | Нидерланды, Португалия, Россия, Турция, Хорватия |
| Puma   | 5 | Австрия, Италия, Польша, Чехия, Швейцария        |
| Umbro  | 1 | Швеция                                           |

### Судьи
В проведении турнира участвовали двенадцать судей с двадцатью четырьмя ассистентами:
| Футбольная ассоциация | Судья                   | Помощники судьи                                 | Матчи |
| --------------------- | ----------------------- | ----------------------------------------------- | --- |
| Австрия               | Конрад Плауц            | Эгон Беройтер Маркус Майр                       | Испания — Россия (Группа D) Швейцария — Португалия (Группа A)                                                        |
| Англия                | Говард Уэбб             | Даррен Канн Майкл Малларки                      | Австрия — Польша (Группа B) Греция — Испания (Группа D)                                                              |
| Бельгия               | Франк Де Блекере        | Петер Херманс Алекс Верстратен                  | Хорватия — Германия (Группа B) Россия — Швеция (Группа D) Россия — Испания (Полуфинал)                               |
| Германия              | Херберт Фандель         | Карстен Кадах Фолькер Вецель                    | Португалия — Турция (Группа A) Нидерланды — Франция (Группа C) Испания — Италия (Четвертьфинал)                      |
| Греция                | Кирос Вассарас          | Димитрис Бозацидис Димитрис Сараидарис          | Чехия — Португалия (Группа A) Польша — Хорватия (Группа B)                                                           |
| Испания               | Мануэль Мехуто Гонсалес | Хуан Карлос Юсте Хименес Хесус Кальво Гуадамуро | Румыния — Франция (Группа C) Австрия — Германия (Группа B)                                                           |
| Италия                | Роберто Розетти         | Алессандро Гризелли Паоло Кальканьо             | Швейцария — Чехия (Группа A) Греция — Россия (Группа D) Хорватия — Турция (Четвертьфинал) Германия — Испания (Финал) |
| Нидерланды            | Питер Винк              | Адриан Иниа Ханс тен Хове                       | Австрия — Хорватия (Группа B) Швеция — Испания (Группа D)                                                            |
| Норвегия              | Том Хеннинг Эвребё      | Гейр-Оге Холен Ян Петер Ранден                  | Германия — Польша (Группа B) Италия — Румыния (Группа C)                                                             |
| Словакия              | Любош Михель            | Роман Слышко Мартин Балко                       | Швейцария — Турция (Группа A) Франция — Италия (Группа C) Нидерланды — Россия (Четвертьфинал)                        |
| Швейцария             | Массимо Бузакка         | Маттиас Арне Стефан Кюа                         | Греция — Швеция (Группа D) Нидерланды — Румыния (Группа C) Германия — Турция (Полуфинал)                             |
| Швеция                | Петер Фрёйдфельдт       | Штефан Виттберг Хенрик Андрен                   | Нидерланды — Италия (Группа C) Турция — Чехия (Группа A) Португалия — Германия (Четвертьфинал)                       |

### Резервные судьи
| Футбольная ассоциация | Судья               |
| --------------------- | ------------------- |
| Венгрия               | Виктор Кашшаи       |
| Исландия              | Кристин Якобссон    |
| Польша                | Гжегож Гилевский    |
| Португалия            | Олегариу Бенкеренса |
| Словения              | Дамир Скомина       |
| Франция               | Стефан Ланнуа       |
| Хорватия              | Иван Бебек          |
| Шотландия             | Крейг Томсон        |

### Определение мест команд в групповом раунде
В групповом раунде место команды определяется количеством набранных очков: чем больше очков, тем выше место. В случае, если у двух или более сборных совпадает количество очков, используются следующие критерии (п. 7.07):
1. количество очков в играх между собой;
2. разность мячей в играх между собой;
3. количество забитых мячей в играх между собой (если одинаковое количество очков набрало более двух сборных);
4. разность мячей во всех играх группового раунда;
5. Серия пенальти (если равенство у двух сборных).

При равенстве у более чем двух сборных:
1. коэффициент сборной, использованный при посеве;
2. рейтинг fair-play в финальном турнире;
3. место определяется жребием.

## Результаты

### Групповая стадия

#### Группа A
|    | Команда    | И | В | Н | П | ГЗ | ГП | +/- | Очки |
| -- | ---------- | - | - | - | - | -- | -- | --- | ---- |
| 1. | Португалия | 3 | 2 | 0 | 1 | 5  | 3  | +2  | 6    |
| 2. | Турция     | 3 | 2 | 0 | 1 | 5  | 5  | 0   | 6    |
| 3. | Чехия      | 3 | 1 | 0 | 2 | 4  | 6  | −2  | 3    |
| 4. | Швейцария  | 3 | 1 | 0 | 2 | 3  | 3  | 0   | 3    |

| 7 июня 2008 18:00 CET | \| Швейцария \| 0:1 отчёт \| Чехия \| \| \| Голы \| 71′ Сверкош \| | Санкт-Якоб Парк, Базель Зрителей: 39 730 Судья: Роберто Розетти |
| Швейцария             | 0:1 отчёт                                                          | Чехия                                                           |
|                       | Голы                                                               | 71′ Сверкош                                                     |

| 7 июня 2008 20:45 CET     | \| Португалия \| 2:0 отчёт \| Турция \| \| Пепе 61′ · Мейрелиш 90+3′ \| Голы \| \| | Стад де Женев, Женева Зрителей: 29 016 Судья: Херберт Фандель |
| Португалия                | 2:0 отчёт                                                                          | Турция                                                        |
| Пепе 61′ · Мейрелиш 90+3′ | Голы                                                                               |                                                               |

| 11 июня 2008 18:00 CET | \| Чехия \| 1:3 отчёт \| Португалия \| \| Сионко 17′ \| Голы \| 8′ Деку · 63′ Криштиану Роналду · 90+1′ Куарежма \| | Стад де Женев, Женева Зрителей: 29 016 Судья: Кирос Вассарас |
| Чехия                  | 1:3 отчёт | Португалия                                                   |
| Сионко 17′             | Голы | 8′ Деку · 63′ Криштиану Роналду · 90+1′ Куарежма             |

| 11 июня 2008 20:45 CET | \| Швейцария \| 1:2 отчёт \| Турция \| \| Якин 32′ \| Голы \| 57′ Шентюрк · 90+2′ Туран \| | Санкт-Якоб Парк, Базель Зрителей: 39 730 Судья: Любош Михель |
| Швейцария              | 1:2 отчёт                                                                                  | Турция                                                       |
| Якин 32′               | Голы                                                                                       | 57′ Шентюрк · 90+2′ Туран                                    |

| 15 июня 2008 20:45 CET | \| Швейцария \| 2:0 отчёт \| Португалия \| \| Якин 71′, 83′ (пен.) \| Голы \| \| | Санкт-Якоб Парк, Базель Зрителей: 39 730 Судья: Конрад Плауц |
| Швейцария              | 2:0 отчёт                                                                        | Португалия                                                   |
| Якин 71′, 83′ (пен.)   | Голы                                                                             |                                                              |

| 15 июня 2008 20:45 CET     | \| Турция \| 3:2 отчёт \| Чехия \| \| Туран 75′ · Нихат 87′, 89′ \| Голы \| 34′ Коллер · 62′ Плашил \| | Стад де Женев, Женева Зрителей: 29 016 Судья: Петер Фрёйдфельдт |
| Турция                     | 3:2 отчёт                                                                                              | Чехия                                                           |
| Туран 75′ · Нихат 87′, 89′ | Голы                                                                                                   | 34′ Коллер · 62′ Плашил                                         |

- Удаление:  Волкан Демирель ('90+2)

#### Группа B
|    | Команда  | И | В | Н | П | ГЗ | ГП | +/- | Очки |
| -- | -------- | - | - | - | - | -- | -- | --- | ---- |
| 1. | Хорватия | 3 | 3 | 0 | 0 | 4  | 1  | +3  | 9    |
| 2. | Германия | 3 | 2 | 0 | 1 | 4  | 2  | +2  | 6    |
| 3. | Австрия  | 3 | 0 | 1 | 2 | 1  | 3  | −2  | 1    |
| 4. | Польша   | 3 | 0 | 1 | 2 | 1  | 4  | −3  | 1    |

| 8 июня 2008 18:00 CET | \| Австрия \| 0:1 отчёт \| Хорватия \| \| \| Голы \| 4′ (пен.) Модрич \| | Эрнст Хаппель, Вена Зрителей: 51 428 Судья: Питер Винк |
| Австрия               | 0:1 отчёт                                                                | Хорватия                                               |
|                       | Голы                                                                     | 4′ (пен.) Модрич                                       |

| 8 июня 2008 20:45 CET | \| Германия \| 2:0 отчёт \| Польша \| \| Подольски 20′, 72′ \| Голы \| \| | Вёртерзе, Клагенфурт-ам-Вёртерзе Зрителей: 30 461 Судья: Том Хеннинг Эвребё |
| Германия              | 2:0 отчёт                                                                 | Польша                                                                      |
| Подольски 20′, 72′    | Голы                                                                      |                                                                             |

| 12 июня 2008 18:00 CET | \| Хорватия \| 2:1 отчёт \| Германия \| \| Срна 24′ · Олич 62′ \| Голы \| 79′ Подольски \| | Вёртерзе, Клагенфурт-ам-Вёртерзе Зрителей: 30 461 Судья: Франк Де Блекере |
| Хорватия               | 2:1 отчёт                                                                                  | Германия                                                                  |
| Срна 24′ · Олич 62′    | Голы                                                                                       | 79′ Подольски                                                             |

- Удаление:  Бастиан Швайнштайгер ('90+2)

| 12 июня 2008 20:45 CET | \| Австрия \| 1:1 отчёт \| Польша \| \| Вастич 90+3′ (пен.) \| Голы \| 30′ Геррейро \| | Эрнст Хаппель, Вена Зрителей: 51 428 Судья: Говард Уэбб |
| Австрия                | 1:1 отчёт                                                                              | Польша                                                  |
| Вастич 90+3′ (пен.)    | Голы                                                                                   | 30′ Геррейро                                            |

| 16 июня 2008 20:45 CET | \| Австрия \| 0:1 отчёт \| Германия \| \| \| Голы \| 49′ Баллак \| | Эрнст Хаппель, Вена Зрителей: 51 428 Судья: Мануэль Мехуто Гонсалес |
| Австрия                | 0:1 отчёт                                                          | Германия                                                            |
|                        | Голы                                                               | 49′ Баллак                                                          |

| 16 июня 2008 20:45 CET | \| Польша \| 0:1 отчёт \| Хорватия \| \| \| Голы \| 53′ Класнич \| | Вёртерзе, Клагенфурт-ам-Вёртерзе Зрителей: 30 461 Судья: Кирос Вассарас |
| Польша                 | 0:1 отчёт                                                          | Хорватия                                                                |
|                        | Голы                                                               | 53′ Класнич                                                             |

#### Группа C
|    | Команда    | И | В | Н | П | ГЗ | ГП | +/- | Очки |
| -- | ---------- | - | - | - | - | -- | -- | --- | ---- |
| 1. | Нидерланды | 3 | 3 | 0 | 0 | 9  | 1  | +8  | 9    |
| 2. | Италия     | 3 | 1 | 1 | 1 | 3  | 4  | −1  | 4    |
| 3. | Румыния    | 3 | 0 | 2 | 1 | 1  | 3  | −2  | 2    |
| 4. | Франция    | 3 | 0 | 1 | 2 | 1  | 6  | −5  | 1    |

| 9 июня 2008 18:00 CET | \| Румыния \| 0:0 отчёт \| Франция \| | Летцигрунд, Цюрих Зрителей: 30 585 Судья: Мануэль Мехуто Гонсалес |
| Румыния               | 0:0 отчёт                             | Франция                                                           |

| 9 июня 2008 20:45 CET                                | \| Нидерланды \| 3:0 отчёт \| Италия \| \| ван Нистелрой 26′ · Снейдер 31′ · ван Бронкхорст 79′ \| Голы \| \| | Стад де Сюис, Берн Зрителей: 30 777 Судья: Петер Фрёйдфельдт |
| Нидерланды                                           | 3:0 отчёт | Италия                                                       |
| ван Нистелрой 26′ · Снейдер 31′ · ван Бронкхорст 79′ | Голы |                                                              |

| 13 июня 2008 18:00 CET | \| Италия \| 1:1 отчёт \| Румыния \| \| Пануччи 56′ \| Голы \| 55′ Муту \| | Летцигрунд, Цюрих Зрителей: 30 585 Судья: Том Хеннинг Эвребё |
| Италия                 | 1:1 отчёт                                                                  | Румыния                                                      |
| Пануччи 56′            | Голы                                                                       | 55′ Муту                                                     |

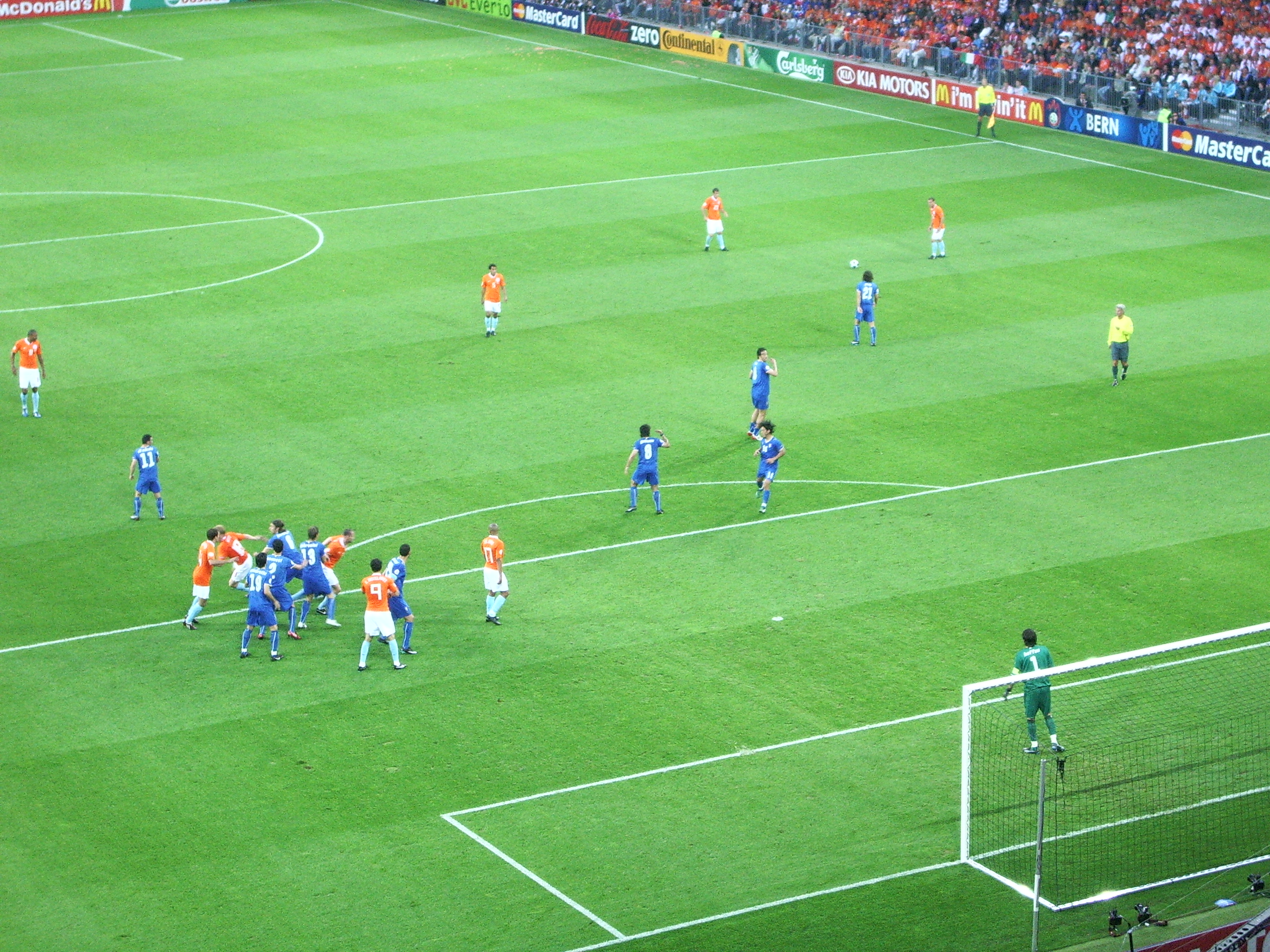
Штрафной удар в матче Нидерланды — Италия, 9 июня

- На 81-й минуте Адриан Муту ( Румыния) не реализовал пенальти. Джанлуиджи Буффон ( Италия) взял этот удар.

| 13 июня 2008 20:45 CET                               | \| Нидерланды \| 4:1 отчёт \| Франция \| \| Кёйт 9′ · ван Перси 59′ · Роббен 72′ · Снейдер 90+2′ \| Голы \| 71′ Анри \| | Стад де Сюис, Берн Зрителей: 30 777 Судья: Херберт Фандель |
| Нидерланды                                           | 4:1 отчёт | Франция                                                    |
| Кёйт 9′ · ван Перси 59′ · Роббен 72′ · Снейдер 90+2′ | Голы | 71′ Анри                                                   |

| 17 июня 2008 20:45 CET       | \| Нидерланды \| 2:0 отчёт \| Румыния \| \| Хюнтелар 54′ · ван Перси 87′ \| Голы \| \| | Стад де Сюис, Берн Зрителей: 30 777 Судья: Массимо Бузакка |
| Нидерланды                   | 2:0 отчёт                                                                              | Румыния                                                    |
| Хюнтелар 54′ · ван Перси 87′ | Голы                                                                                   |                                                            |

| 17 июня 2008 20:45 CET | \| Франция \| 0:2 отчёт \| Италия \| \| \| Голы \| 25′ (пен.) Пирло · 62′ Де Росси \| | Летцигрунд, Цюрих Зрителей: 30 585 Судья: Любош Михель |
| Франция                | 0:2 отчёт                                                                             | Италия                                                 |
|                        | Голы                                                                                  | 25′ (пен.) Пирло · 62′ Де Росси                        |

- Удаление:  Эрик Абидаль ('24)

#### Группа D
|    | Команда | И | В | Н | П | ГЗ | ГП | +/- | Очки |
| -- | ------- | - | - | - | - | -- | -- | --- | ---- |
| 1. | Испания | 3 | 3 | 0 | 0 | 8  | 3  | +5  | 9    |
| 2. | Россия  | 3 | 2 | 0 | 1 | 4  | 4  | 0   | 6    |
| 3. | Швеция  | 3 | 1 | 0 | 2 | 3  | 4  | −1  | 3    |
| 4. | Греция  | 3 | 0 | 0 | 3 | 1  | 5  | −4  | 0    |

| 10 июня 2008 18:00 CET               | \| Испания \| 4:1 отчёт \| Россия \| \| Вилья 20′, 44′, 75′ · Фабрегас 90+1′ \| Голы \| 86′ Павлюченко \| | Тиволи Ной, Инсбрук Зрителей: 30 772 Судья: Конрад Плауц |
| Испания                              | 4:1 отчёт                                                                                                 | Россия                                                   |
| Вилья 20′, 44′, 75′ · Фабрегас 90+1′ | Голы | 86′ Павлюченко                                           |

| 10 июня 2008 20:45 CET | \| Греция \| 0:2 отчёт \| Швеция \| \| \| Голы \| 67′ Ибрагимович · 72′ Ханссон \| | Вальс-Зиценхайм, Зальцбург Зрителей: 31 063 Судья: Массимо Бузакка |
| Греция                 | 0:2 отчёт                                                                          | Швеция                                                             |
|                        | Голы                                                                               | 67′ Ибрагимович · 72′ Ханссон                                      |

| 14 июня 2008 18:00 CET | \| Швеция \| 1:2 отчёт \| Испания \| \| Ибрагимович 34′ \| Голы \| 15′ Торрес · 90+2′ Вилья \| | Тиволи Ной, Инсбрук Зрителей: 30 772 Судья: Питер Винк |
| Швеция                 | 1:2 отчёт                                                                                      | Испания                                                |
| Ибрагимович 34′        | Голы                                                                                           | 15′ Торрес · 90+2′ Вилья                               |

| 14 июня 2008 20:45 CET | \| Греция \| 0:1 отчёт \| Россия \| \| \| Голы \| 33′ Зырянов \| | Вальс-Зиценхайм, Зальцбург Зрителей: 31 063 Судья: Роберто Розетти |
| Греция                 | 0:1 отчёт                                                        | Россия                                                             |
|                        | Голы                                                             | 33′ Зырянов                                                        |

| 18 июня 2008 20:45 CET | \| Греция \| 1:2 отчёт \| Испания \| \| Харистеас 42′ \| Голы \| 61′ де ла Ред · 88′ Гуиса \| | Вальс-Зиценхайм, Зальцбург Зрителей: 30 883 Судья: Говард Уэбб |
| Греция                 | 1:2 отчёт                                                                                     | Испания                                                        |
| Харистеас 42′          | Голы                                                                                          | 61′ де ла Ред · 88′ Гуиса                                      |

| 18 июня 2008 20:45 CET       | \| Россия \| 2:0 отчёт \| Швеция \| \| Павлюченко 24′ · Аршавин 50′ \| Голы \| \| | Тиволи Ной, Инсбрук Зрителей: 30 772 Судья: Франк Де Блекере |
| Россия                       | 2:0 отчёт                                                                         | Швеция                                                       |
| Павлюченко 24′ · Аршавин 50′ | Голы                                                                              |                                                              |

### Плей-офф
Организация стадии плей-офф отличалась от предыдущих турниров. Команды групп A и B были отделены от команд групп C и D вплоть до финала. Если раньше команды из одной группы повторно могли встретиться только в финале, то теперь это стало возможно уже на стадии полуфинала. Изменения УЕФА объяснило стремлением уравнять периоды отдыха команд на стадии плей-офф. Ещё одним крупным нововведением стало проведение всех семи матчей финальной стадии только на двух аренах («Санкт-Якоб Парк» в Базеле и «Эрнст Хаппель» в Вене).
|  | Четвертьфиналы    | Четвертьфиналы |                  |       | Полуфиналы | Полуфиналы |  |  | Финал | Финал |
|  |                   |                |                  |       |            |            |  |  |       |       |
|  | 19 июня — Базель  |                |                  |       |            |            |  |  |       |       |
|  |                   |                |                  |       |            |            |  |  |       |       |
|  | Португалия        | 2              |                  |       |            |            |  |  |       |       |
|  | Португалия        | 2              | 25 июня — Базель |       |            |            |  |  |       |       |
|  | Германия          | 3              |                  |       |            |            |  |  |       |       |
|  | Германия          | 3              | Германия         | 3     |            |            |  |  |       |       |
|  | 20 июня — Вена    |                | Германия         | 3     |            |            |  |  |       |       |
|  |                   | Турция         | 2                |       |            |            |  |  |       |       |
|  | Хорватия          | Турция         | 2                | 1 (1) |            |            |  |  |       |       |
|  | Хорватия          |                | 29 июня — Вена   | 1 (1) |            |            |  |  |       |       |
|  | Турция (по пен.)  | 1 (3)          |                  |       |            |            |  |  |       |       |
|  | Турция (по пен.)  | 1 (3)          | Германия         | 0     |            |            |  |  |       |       |
|  | 21 июня — Базель  |                | Германия         | 0     |            |            |  |  |       |       |
|  |                   | Испания        | 1                |       |            |            |  |  |       |       |
|  | Нидерланды        | Испания        | 1                | 1     |            |            |  |  |       |       |
|  | Нидерланды        | 26 июня — Вена |                  | 1     |            |            |  |  |       |       |
|  | Россия (доп. вр.) | 3              |                  |       |            |            |  |  |       |       |
|  | Россия (доп. вр.) | 3              | Россия           | 0     |            |            |  |  |       |       |
|  | 22 июня — Вена    |                | Россия           | 0     |            |            |  |  |       |       |
|  |                   | Испания        | 3                |       |            |            |  |  |       |       |
|  | Испания (по пен.) | Испания        | 3                | 0 (4) |            |            |  |  |       |       |
|  | Испания (по пен.) |                |                  | 0 (4) |            |            |  |  |       |       |
|  | Италия            | 0 (2)          |                  |       |            |            |  |  |       |       |
|  | Италия            | 0 (2)          |                  |       |            |            |  |  |       |       |
|  |                   |                |                  |       |            |            |  |  |       |       |
|  |                   |                |                  |       |            |            |  |  |       |       |

#### Четвертьфиналы
| 19 июня 2008 20:45 CET       | \| Португалия \| 2:3 отчёт \| Германия \| \| Нуну Гомиш 40′ · Поштига 87′ \| Голы \| 22′ Швайнштайгер · 25′ Клозе · 61′ Баллак \| | Санкт-Якоб Парк, Базель Зрителей: 39 374 Судья: Петер Фрёйдфельдт |
| Португалия                   | 2:3 отчёт | Германия                                                          |
| Нуну Гомиш 40′ · Поштига 87′ | Голы | 22′ Швайнштайгер · 25′ Клозе · 61′ Баллак                         |

| 20 июня 2008 20:45 CET           | \| Хорватия \| 1:1 д.в., п. 1:3 отчёт \| Турция \| \| Класнич 119′ \| Голы \| Семих Шентюрк 120+2′ \| \| Модрич · Срна · Ракитич · Петрич \| Пенальти \| Арда Туран · Семих Шентюрк · Хамит Алтынтоп \| | Эрнст Хаппель, Вена Зрителей: 51 428 Судья: Роберто Розетти |
| Хорватия                         | 1:1 д.в., п. 1:3 отчёт | Турция                                                      |
| Класнич 119′                     | Голы | Семих Шентюрк 120+2′                                        |
| Модрич · Срна · Ракитич · Петрич | Пенальти | Арда Туран · Семих Шентюрк · Хамит Алтынтоп                 |

| 21 июня 2008 20:45 CET | \| Нидерланды \| 1:3 д.в. отчёт \| Россия \| \| ван Нистелрой 86′ \| Голы \| 56′ Павлюченко · 112′ Торбинский · 116′ Аршавин \| | Санкт-Якоб Парк, Базель Зрителей: 38 374 Судья: Любош Михель |
| Нидерланды             | 1:3 д.в. отчёт | Россия                                                       |
| ван Нистелрой 86′      | Голы | 56′ Павлюченко · 112′ Торбинский · 116′ Аршавин              |

| 22 июня 2008 20:45 CET                     | \| Испания \| 0:0 д.в., п. 4:2 отчёт \| Италия \| \| Вилья · Касорла · Сенна · Гуиса · Фабрегас \| Пенальти \| Гроссо · Де Росси · Каморанези · Ди Натале \| | Эрнст Хаппель, Вена Зрителей: 48 000 Судья: Херберт Фандель |
| Испания                                    | 0:0 д.в., п. 4:2 отчёт | Италия                                                      |
| Вилья · Касорла · Сенна · Гуиса · Фабрегас | Пенальти | Гроссо · Де Росси · Каморанези · Ди Натале                  |

#### Полуфиналы
| 25 июня 2008 20:45 CET                 | \| Германия \| 3:2 отчёт \| Турция \| \| Швайнштайгер 26′ · Клозе 79′ · Лам 90′ \| Голы \| 22′ Угур Борал · 86′ Шентюрк \| | Санкт-Якоб Парк, Базель Зрителей: 39 374 Судья: Массимо Бузакка |
| Германия                               | 3:2 отчёт | Турция                                                          |
| Швайнштайгер 26′ · Клозе 79′ · Лам 90′ | Голы | 22′ Угур Борал · 86′ Шентюрк                                    |

| 26 июня 2008 20:45 CET | \| Россия \| 0:3 отчёт \| Испания \| \| \| Голы \| 50′ Хави · 73′ Гуиса · 82′ Сильва \| | Эрнст Хаппель, Вена Зрителей: 51 428 Судья: Франк Де Блекере |
| Россия                 | 0:3 отчёт                                                                               | Испания                                                      |
|                        | Голы                                                                                    | 50′ Хави · 73′ Гуиса · 82′ Сильва                            |

#### Финал
| 29 июня 2008 20:45 CET | \| Германия \| 0:1 отчёт \| Испания \| \| \| Голы \| 33′ Торрес \| | Эрнст Хаппель, Вена Зрителей: 51 428 Судья: Роберто Розетти |
| Германия               | 0:1 отчёт                                                          | Испания                                                     |
|                        | Голы                                                               | 33′ Торрес                                                  |

## Чемпион
| Чемпион Европы по футболу 2008 |
| Испания Второй титул           |

## Статистика

### Награды
30 июня 2008 года техническая группа УЕФА определила символическую сборную турнира, состоящую из 23 лучших игроков по итогам чемпионата. Группа из девяти аналитиков просмотрела все игры первенства перед вынесением решения. В итоговую сборную вошло девять игроков из состава сборной Испании и ни одного из состава команд, выбывших на групповом этапе. Также группа технического анализа УЕФА, приняв во внимание мнения болельщиков, назвала лучшего игрока турнира. Им стал полузащитник испанской сборной Хави Эрнандес. Лучшим бомбардиром стал ещё один представитель Испании — Давид Вилья, с четырьмя мячами, три из которых он забил в ходе первой встречи со сборной России.
Символическая сборная
| Вратари                                                 | Защитники                                                                     | Полузащитники | Нападающие                                                          |
| ------------------------------------------------------- | ----------------------------------------------------------------------------- | --- | ------------------------------------------------------------------- |
| - Джанлуиджи Буффон - Икер Касильяс - Эдвин ван дер Сар | - Филипп Лам - Карлос Марчена - Юрий Жирков - Карлес Пуйоль - Бозингва - Пепе | - Хамит Алтынтоп - Лука Модрич - Маркос Сенна - Хави - Константин Зырянов - Михаэль Баллак - Франсеск Фабрегас - Андрес Иньеста - Лукас Подольски - Уэсли Снейдер | - Андрей Аршавин - Роман Павлюченко - Фернандо Торрес - Давид Вилья |

Лучший игрок турнира
- Хави

### Бомбардиры
| 4 гола - Давид Вилья 3 гола - Лукас Подольски - Роман Павлюченко - Семих Шентюрк - Хакан Якин (1 ― с пенальти) 2 гола - Михаэль Баллак - Мирослав Клозе - Бастиан Швайнштайгер - Даниэль Гуиса - Фернандо Торрес - Руд ван Нистелрой - Робин ван Перси - Уэсли Снейдер - Андрей Аршавин - Нихат Кахведжи - Арда Туран - Иван Класнич | 2 гола (продолжение) - Златан Ибрагимович 1 гол - Ивица Вастич (пен.) - Филипп Лам - Ангелос Харистеас - Рубен де ла Ред - Давид Сильва - Франсеск Фабрегас - Хави - Даниэле Де Росси - Кристиан Пануччи - Андреа Пирло (пен.) - Джованни ван Бронкхорст - Дирк Кюйт - Арьен Роббен - Клас Ян Хюнтелар - Рожер Геррейро - Нуну Гомеш - Деку | 1 гол (продолжение) - Рикарду Куарежма - Раул Мейрелеш - Пепе - Элдер Поштига - Криштиану Роналду - Константин Зырянов - Дмитрий Торбинский - Адриан Муту - Угур Борал - Тьерри Анри - Лука Модрич (пен.) - Ивица Олич - Дарио Срна - Ян Коллер - Ярослав Плашил - Вацлав Сверкош - Либор Сионко - Петтер Ханссон |

В скобках указано число голов, забитых с пенальти.

### Дисквалификации
| Страна, спортсмен    | Нарушения                                                    | Пропущенные матчи                                       | Примечания                                       |
| Игроки               | Игроки                                                       | Игроки                                                  | Игроки                                           |
| -------------------- | ------------------------------------------------------------ | ------------------------------------------------------- | ------------------------------------------------ |
| Андрей Аршавин       | в квалификации против Андорры                                | в группе D против Испании в группе D против Греции      |                                                  |
| Бастиан Швайнштайгер | в группе B против Хорватии                                   | в группе B против Австрии                               |                                                  |
| Себастиан Прёдль     | в группе B против Хорватии в группе B против Польши          | в группе B против Германии                              |                                                  |
| Дорин Гоян           | в группе C против Франции в группе C против Италии           | в группе C против Нидерландов                           |                                                  |
| Мехмет Аурелио       | в группе A против Швейцарии в группе A против Чехии          | четвертьфинал против Хорватии                           |                                                  |
| Волкан Демирель      | в группе A против Чехии                                      | четвертьфинал против Хорватии полуфинал против Германии | дисквалификация продлена до двух матчей          |
| Эрик Абидаль         | в группе C против Италии                                     | квалификационный против Австрии                         | пропустит матч в квалификации ЧМ-2010 (Группа 7) |
| Андреа Пирло         | в группе C против Румынии в группе C против Франции          | четвертьфинал против Испании                            |                                                  |
| Дженнаро Гаттузо     | в группе C против Нидерландов в группе C против Франции      | четвертьфинал против Испании                            |                                                  |
| Тунджай Шанли        | в группе A против Швейцарии в четвертьфинале против Хорватии | полуфинал против Германии                               |                                                  |
| Арда Туран           | в группе A против Чехии в четвертьфинале против Хорватии     | полуфинал против Германии                               |                                                  |
| Эмре Ашик            | в группе A против Чехии в четвертьфинале против Хорватии     | полуфинал против Германии                               |                                                  |
| Денис Колодин        | в группе D против Швеции в четвертьфинале против Нидерландов | полуфинал против Испании                                | ещё одна жёлтая карточка была отменена           |
| Дмитрий Торбинский   | в группе D против Греции в четвертьфинале против Нидерландов | полуфинал против Испании                                |                                                  |
| Тренеры              |                                                              |                                                         |                                                  |
| Йозеф Хикерсбергер   | в группе B против Германии                                   |                                                         |                                                  |
| Йоахим Лёв           | в группе B против Австрии                                    | четвертьфинал против Португалии                         |                                                  |

## Факты и происшествия

### Евро-2008 в фактах
- Перед чемпионатом 16 локомотивов железных дорог Австрии[какие?] были выкрашены в национальные цвета стран-участниц.
- Все сборные, занявшие первые места в группах, были определены уже после второго тура.
- Матч третьего тура группы B Австрия — Германия стал первым матчем финальных турниров чемпионатов Европы по футболу, в котором были удалены с тренерских скамеек оба главных тренера — Йозеф Хикерсбергер и Йоахим Лёв. Арбитр матча Мануэль Мехуто Гонсалес удалил обоих на 41-й минуте матча за пререкания и выход из тренерских зон[27].
- Греция, которая стала чемпионом Европы 2004 года, на этом чемпионате не только не прошла даже в четвертьфинал, сложив свои полномочия уже после второго матча группового этапа, но и проиграла все три матча в группе (став единственной на этом чемпионате командой, не набравшей очков).
- Впервые с 1980 года, когда был введён групповой турнир, плей-офф прошёл без участия хозяев (в 2000 году, когда турнир также проводили две страны, Нидерланды смогли пройти групповой турнир, а Бельгия — нет).
- 9 июня 2008 года игрок сборной Франции Лилиан Тюрам в матче против Румынии стал первым игроком, сыгравшим 15 матчей в финальной стадии чемпионатов Европы. Тем самым он опередил Зидана, Фигу и Поборского, у которых на счету по 14 выступлений. Голкипер сборной Нидерландов Эдвин ван дер Сар повторил достижение Тюрама в матче 1/4 финала против России.
- 17 июня 2008 года, после последнего матча в группе С Франция — Италия (0:2), Лилиан Тюрам вместе с Клодом Макелеле объявил о завершении карьеры в сборной Франции[28].
- Впервые в истории чемпионатов Европы организаторам пришлось менять поле одного из стадионов прямо по ходу турнира. Поле пришло в негодность после сильного ливня, прошедшего в Базеле 11 июня, во время матча Швейцария-Турция. Замена покрытия обошлась УЕФА в € 200 000[29].
- 21 июня в четвертьфинальной игре сборных России и Нидерландов в компенсированное время 2-го тайма (90+2' мин, при ничейном счёте предстояло дополнительное время) Денису Колодину была показана вторая жёлтая карточка. Но помощник судьи зафиксировал, что мяч до этого вылетел за пределы поля, и Колодин не был удалён с поля[30].
- Форвард сборной Турции Семих Шентюрк, отличившись на 122-й минуте матча с Хорватией, стал автором самого позднего гола в истории финальных турниров чемпионатов Европы[31].
- На Евро-2008 была изменена формула турнира. Если ранее две команды, вышедшие в четвертьфинал из одной группы, могли встретиться между собой только в финале (например, Греция и Португалия на чемпионате 2004), то теперь они могли сыграть между собой вновь уже на стадии полуфинала. Так, сборные России и Испании, вышедшие из группы D, встретились в 1/2 финала 26 июня 2008.
- Во время чемпионата журналисты чрезмерно интересовались возможным переходом Криштиану Роналду из «МЮ» в «Реал», мешая португальцу сосредоточиться на выступлении в сборной. Так, на вопрос с подтекстом одного из репортеров: «Вы предпочитаете фиш-энд-чипс или паэлью?» (названия английского и испанского блюда из рыбы) Криштиану не без юмора ответил: «Я предпочитаю бакаляу!» (португальское блюдо из трески).
- Во время полуфинала Германия—Турция по ходу второго тайма телетрансляция матча 3 раза обрывалась на все страны вещания турнира (кроме телеканала «Аль-Джазира» и швейцарского телевидения). Таким образом, большинство телезрителей пропустило два забитых мяча: гол Клозе (79 мин.) и гол Шентюрка (86 мин.), а также окончание матча. Причиной этому послужила сильнейшая гроза с ураганным ветром над Веной, через телевизионный центр которой велась прямая трансляция.
- Полузащитник сборной Испании Хави Эрнандес забил 500-й гол на чемпионатах Европы. Это произошло на 50-й минуте полуфинального матча Россия—Испания[32].
- В возрасте 38 лет и 232 дней голкипер сборной Германии Йенс Леманн стал самым возрастным игроком, когда-либо появлявшимся в финале чемпионата Европы по футболу. Предыдущий рекорд был установлен нидерландским футболистом Арнольдом Мюреном на чемпионате Европы 1988 года (37 лет и 23 дня).
- В возрасте 69 лет и 337 дней тренер сборной Испании Луис Арагонес стал самым пожилым тренером, когда-либо появлявшимся в финале чемпионата Европы по футболу. Он был тогда более чем на 4 года старше, чем тренер сборной Греции Отто Рехагель (65 лет и 327 дней) на чемпионате Европы 2004 года.
- В 2008 году сборная Испании выиграла чемпионат Европы по футболу во второй раз. В первый раз она победила на чемпионате 1964 года, когда сборная Испании обыграла в финале сборную СССР со счётом 2:1. На чемпионате 1984 года сборная Испании также достигла финала, победив сборную Дании, но проиграла в финале сборной Франции со счётом 2:0.
- Как и сборная Греции на чемпионате 2004 года, в плей-офф сборная Испании не пропустила ни одного гола.
- Имея на своём счету 3 победы на чемпионатах Европы, сборная Германии после этого чемпионата стала обладателем также трёх поражений в финальных матчах чемпионатов Европы.
- Мяч финальной игры чемпионата был продан на аукционе в Австрии за 10 тысяч евро. Устроителям торгов было отправлено 116 предложений на покупку[33].

### Девизы для национальных сборных
16 команд-участниц чемпионата Европы добирались до стадионов на своих специальных автобусах. Автобусы были раскрашены в цвета форм национальных сборных, на каждом был написан свой уникальный девиз. Ниже даны приблизительные переводы девизов:
- Россия: «Российский футбол, победа за нами. Россия гордится её игроками!»
- Швейцария: «Конечная остановка — Вена»
- Португалия: «Этим автобусом движет жажда победы!»
- Чехия: «Пойдем, победим, исполним мечты народа!»
- Турция: «Вместит ли автобус всю страсть Турции?»
- Австрия: «Только вместе мы можем победить!»
- Хорватия: «С болельщиками на вершину Европы!»
- Германия: «Германия: одна команда, одна задача!»
- Польша: «Важны лишь спорт и удовольствие!»
- Италия: «Небо всегда более синее!»
- Франция: «Живем вместе, празднуем вместе!»
- Нидерланды: «Одна миссия, одно чувство, вместе мы — оранжевые!»
- Румыния: «Румыния, гордимся тобой и любим тебя!»
- Греция: «Одна команда, одна мечта!»
- Испания: «Что бы ни случилось, Испания навсегда!»
- Швеция: «Шведская команда — настоящая мечта!»

### Инциденты, произошедшие во время чемпионата
- День открытия футбольного чемпионата Европы был омрачён столкновением польских и немецких фанатов, чьи сборные вступали в борьбу друг с другом на турнирном матче[35].
- Во второй день Евро-2008 также были зафиксированы беспорядки. В швейцарском Базеле за хулиганство были арестованы двенадцать фанатов. Кроме того, радуясь победе национальной сборной над командой Турции, португальские болельщики блокировали на автомобилях одну из центральных улиц города[36].
- Победа, одержанная турками в матче против сборной Швейцарии (2:1), привела к смерти одного из поклонников турецкой сборной. У фаната, радостно праздновавшего успех своей команды, остановилось сердце. Болельщику, фамилия которого не разглашается, сделали искусственное дыхание, однако жизнь спасти не удалось[37].
- Турецкие болельщики «отметили» вечером с 20 на 21 июня победу своей сборной над сборной Хорватии по пенальти и первый в истории выход турок в 1/2 финала, открыв в разных городах своей страны стрельбу: в воздух, по домам, людям, полицейской машине. По предварительным данным, убит один человек, ранены минимум двадцать[38].
- Швейцарская полиция накануне была вынуждена применить резиновые пули для того, чтобы утихомирить болельщиков, разбушевавшихся в Берне после матча чемпионата Европы по футболу Швейцария — Турция, который проходил в Базеле[39].
- Накануне матча Австрия — Польша Адам Ледвон, бывший игрок сборной Польши, находившийся в Австрии в качестве комментатора Евро-2008 для польского канала Polsat, повесился в своём доме в Клагенфурте[40].
- 12 июня, перед матчем сборных Хорватии и Германии, умер молодой болельщик сборной Хорватии. Ему была оказана скорая медицинская помощь, но по дороге в больницу он скончался[41].
- Сотрудники одного из немецких охранных предприятий, подрядчика организаторов чемпионата по обеспечению порядка на стадионе в Клагенфурте, оказались хорошо известными немецкой полиции футбольными хулиганами. По словам начальника полиции Клагенфурта Вольфганга Раухеггера, один из гарантов правопорядка оказался даже осуждённым убийцей[42].
- Во время просмотра матча сборных Австрии и Германии в специальной «фан-зоне» в Вене 20-летняя австрийская девушка скончалась от инфаркта. Сердечный приступ случился у болельщицы приблизительно на 15-й минуте встречи и врачи не смогли ей помочь — она скончалась по дороге в больницу[43].
- 17 июня автомобиль, в котором возвращались с матча двое немецких болельщиков, по неизвестной причине занесло на трассе в австрийской земле Штирия. Он врезался в разделительный бордюр, затем в него ударился джип с польскими болельщиками. В результате погиб 28-летний немец, управлявший первой машиной, тяжёлые ранения получил его спутник, четыре поляка отделались лёгкими травмами[44].
- В ночь с 21 на 22 июня, после победы России над Нидерландами 3:1 и выход в 1/2 финала, на улицы Москвы, по данным ГУВД, вышли около 700 тысяч болельщиков[45]. На улице Шоссейной, 24/7, 17-летний болельщик залез на поливальную машину и размахивал флагом, поскользнулся и упал на проезжую часть под колеса автомобиля. Он умер до приезда врачей, водителя найти не удалось[45]. В Калининграде на площади Победы болельщики залезли в кузов движущегося КамАЗа и кричали: «Россия — чемпион», стоя в кузове и на кабине. Двое парней и девушка не удержались на машине и упали на асфальт, после чего были госпитализированы[45].